# THEOS (спутник)
THEOS (от англ. Thailand Earth Observation System) — первый таиландский спутник дистанционного зондирования Земли, предназначен для космической съёмки земной поверхности в интересах государственных структур Таиланда. Спутник был запущен 1 октября 2008 с космодрома Домбаровский с помощью ракеты-носителя Днепр.
THEOS создан на базе платформы «Leostar-500-XO» компанией EADS Astrium. На спутнике смонтированы две камеры: панхроматическая, которая позволяет получать снимки с максимальным разрешением 2 метра при ширине полосы захвата 22 км и мультиспектральная с максимальным разрешением 15 метров при ширине полосы захвата 90 км. На спутнике установлены две антенны — одна S-диапазона для осуществления управлением спутником, другая X-диапазона для передачи информации.
Основные задачи который будет решать спутник это картографирование, мониторинг сельскохозяйственной деятельности, лесного хозяйства, прибрежной зоны.